# El Picardell
El Picardell és una masia del poble de Riells del Fai, en el terme municipal de Bigues i Riells, al Vallès Oriental. Està situada al sud-oest del nucli principal de Riells del Fai, actualment absorbida per la urbanització crescuda en el seu entorn, entre la masia i el poble.